# Samtgemeinde Baddeckenstedt
De Samtgemeinde Baddeckenstedt is een Samtgemeinde in de Duitse deelstaat Nedersaksen. Het is een samenwerkingsverband van zes kleinere gemeenten in het Landkreis Wolfenbüttel. Het bestuur is gevestigd in Baddeckenstedt. De Samtgemeinde wordt gescheiden van de rest van het Landkreis door de Kreisfreie stad Salzgitter.

## Deelnemende gemeenten
- Baddeckenstedt
- Burgdorf
- Elbe
- Haverlah
- Heere
- Sehlde

Baddeckenstedt · 
Börßum · 
Burgdorf · 
Cramme · 
Cremlingen · 
Dahlum · 
Denkte · 
Dettum · 
Dorstadt · 
Elbe · 
Erkerode · 
Evessen · 
Flöthe · 
Haverlah · 
Hedeper · 
Heere · 
Heiningen · 
Kissenbrück · 
Kneitlingen · 
Ohrum · 
Remlingen-Semmenstedt · 
Roklum · 
Schladen-Werla · 
Schöppenstedt · 
Sehlde · 
Sickte · 
Uehrde · 
Vahlberg · 
Veltheim (Ohe) · 
Winnigstedt · 
Wittmar · 
Wolfenbüttel